# قدمگاه فراشاه
قدمگاه فراشاه مربوط به قرن۶ ه.ق است که در روستای فراشاه شهرستان تفت (جاده تفت به شیراز) واقع شده است.
این بنا بدلیل کوفی نگاری های منحصر بفرد خود شهرت دارد.
در حال حاضر این "قدمگاه" بعنوان مسجد مورد استفاده قرار می گیرد.
این اثر در تاریخ ۱۵ شهریور ۱۳۵۴ با شمارهٔ ثبت ۱۰۹۴ به‌عنوان یکی از آثار ملی ایران به ثبت رسیده است.